# Phoebe (Vorname)
Phoebe (griechisch Φοίβη, auch Phebe) ist ein weiblicher Vorname griechischer Herkunft, der ursprünglich aus der griechischen Mythologie von der Titanin Phoibe stammt.
Heute wird der Name vor allem von englischsprachigen Eltern gewählt. Im Englischen ist die Standardaussprache [fi:bi].

## Herkunft und Bedeutung
Phoebe heißt im Griechischen so viel wie „hell, rein“ bzw. „die Leuchtende“, „die Helle“.

## Varianten
- Febe (italienisch)
- Fibi (deutsch, nach der englischen Aussprache)
- Phöbe
- Phoibe
- Phoebé bzw. Phœbé (französisch, auch laut Standesamtbuch)
- Phibie
- Piibe (estnisch)

Die männliche Version des Namens ist Phoebus.

## Namenstag
3. September (Griechenland)

## Namensträgerinnen
- Phoibe (Bibel), frühchristliche Diakonin bei Korinth, von Paulus im Römerbrief erwähnt

### Vorname
Phoebe
- Phoebe Boswell (* 1982), kenianisch-britische Multimediakünstlerin und Filmemacherin
- Phoebe Bridgers (* 1994), US-amerikanische Musikerin
- Phoebe Cates (* 1963), US-amerikanische Schauspielerin
- Phoebe Dynevor (* 1995), britische Schauspielerin
- Phoebe Ephron (1914–1971), US-amerikanische Drehbuchautorin
- Phoebe Foster (1895–1975), US-amerikanische Theater- und Filmschauspielerin
- Phoebe Fox (* 1987), britische Schauspielerin
- Phoebe Gaa (* 1981), deutsche Fernsehmoderatorin
- Phoebe Hearst (1842–1919), US-amerikanische Philanthropin
- Phoebe Jacobs (1918–2012), US-amerikanische Musikmanagerin und Musikveranstalterin
- Phoebe Killdeer (* 1977), australische Musikerin
- Alice Phoebe Lou (* 1993), südafrikanische Sängerin
- Phoebe Nicholls (* 1957), britische Schauspielerin
- Phoebe Philo (* 1973), britische Modedesignerin
- Phoebe Snow (1950–2011), US-amerikanische Schauspielerin und Sängerin
- Phoebe Stänz (* 1994), Schweizer Eishockeyspielerin
- Phoebe Atwood Taylor (1909–1976), US-amerikanische Kriminalschriftstellerin
- Phoebe Tonkin (* 1989), australische Schauspielerin und Model
- Phoebe Waller-Bridge (* 1985), britische Schauspielerin, Dramatikerin und Drehbuchautorin

Phebe
- Phebe Fjellström (1924–2007), schwedische Ethnologin mit Forschungsschwerpunkt auf samischer Kultur
- Phebe Parkinson (1863–1944), samoanisch-amerikanische Plantagenbesitzerin und autodidaktische Ethnologin
- Phebe Naomi Watson (1876–1964), australische Pädagogin und Lehrerausbilderin

### Fiktive Personen
- die Titanin Phoibe, Großmutter der Artemis
- die Mondgöttin Artemis, Schwester des Sonnengottes Phoebus Apollo (sie trägt den Beinamen Phoibe)
- die jüngere Schwester des Protagonisten in dem Roman Der Fänger im Roggen von Jerome D. Salinger
- die Schäferin in Shakespeares Stück Wie es euch gefällt
- eine Hauptrolle in der US-Sitcom Friends, gespielt von Lisa Kudrow
- eine Hauptrolle in der US-Fernsehserie Charmed – Zauberhafte Hexen, gespielt von Alyssa Milano
- eine Rolle in der Serie Die Thundermans, gespielt von Kira Kosarin
- eine Hauptrolle im Film Phoebe im Wunderland, gespielt von Elle Fanning
- eine Hauptrolle im Film Eine auswärtige Affäre, gespielt von Jean Arthur
- die Titelheldin des Comics Die Abenteuer der Phoebe Zeit-Geist

## Nachweise
1. ↑  https://www.behindthename.com/name/phoebe/namedays